# Porta Lavernalis
Die Porta Lavernalis war ein antikes Stadttor der Servianischen Mauer in Rom.
Benannt wurde das Tor nach dem in unmittelbarer Nähe befindlichen Heiligen Hain der Laverna, der vermutlich außerhalb des Tores lag, da Diebe ihre Beute dort zu verstecken pflegten. Laut der Aufzählung der Tore bei Marcus Terentius Varro folgte die porta Lavernalis den Toren porta Naevia und porta Raudusculana. Sie wäre demnach westlich dieser Tore am Aventin zu lokalisieren, wo eine antike Straße dem Verlauf der heutigen Via di Porta Lavernale folgend die Stadtmauer durchbrach und den vicus Armilustri mit der Via Ostiensis verband. In dem Fall lag das Tor vermutlich direkt östlich der Bastione del Sangallo aus dem 15. Jahrhundert. Andererseits ist ein Hain der Laverna an der Via Salaria überliefert, also im Norden der Stadt. Ob es sich um einen weiteren Kultort der Schutzgöttin der Diebe handelt oder ob das Tor entgegen Varro ebenfalls im Norden zu suchen ist, bleibt offen. Reste des Tores wurden nicht gefunden.